# ورزشگاه کولچستر
ورزشگاه کولچستر (به انگلیسی: Colchester Community Stadium) یک ورزشگاه فوتبال در بریتانیا است که در کولچستر واقع شده‌است.